# Otomys angoniensis
Otomys angoniensis — вид гризунів родини мишевих (Muridae). Він зустрічається в Ботсвані, Кенії, Малаві, Мозамбіку, ПАР, Есватіні, Танзанії, Замбії та Зімбабве. Його природними середовищами існування є вологі савани, помірні луки, субтропічні або тропічні сезонно вологі або затоплені низинні луки, болота та пасовища.

## Опис
Статура дуже різноманітна: довжина голови й тулуба 105–207 мм, довжина хвоста 43–131 мм і вага 25–215 г. Довжина задніх лап становить 25–39 мм, а довжина вух — 19–30 мм. У O. angoniensis часто є оранжево-коричневе кільце навколо очей, якого немає в інших видів. Довге, м'яке і пухнасте хутро зверху складається з волосків, які чорнуваті біля основи, жовто-коричневі в середині і світло- або темно-коричневі на кінчиках. Це призводить до сіро-коричневого або червоно-коричневого кольору. Багато екземплярів мають оранжево-коричневі плями на носі або горлі. Знизу хутро від світлого до темно-сірого. Хвіст зазвичай волохатий темний зверху і світло-коричневий знизу. Деякі популяції мають чорні кінчики волосся на хвості. На кінці хвоста китиці немає. 2n=56.

## Спосіб життя

### Соціальність та активність
Цей гризун в основному одиночний, хоча на водопоях можна зустріти парами або невеликими групами. Особини будують куполоподібне гніздо з частин рослин, захованих у густій траві під більш високими рослинами, або риють підземні нори. Залежно від свого поширення вид активний вдень або вночі. Активний упродовж усього року та створює стежки. За необхідності вид може пропливати невеликі відстані.

### Трофічні зв'язки
Вид їсть різні частини рослин, такі як трави, коріння, кору, гілки та бульби; також їсть зерна, розкидані для качок. Борошнисті черв'яки були частиною раціону лабораторних тварин. На цього гризуна в основному полюють сови й інші хижі птахи, дикі коти й цивети. Деякі екземпляри стають жертвами листкової гадюки, чорної мамби чи інших змій.

### Відтворення
Залежно від поширення, самиці можуть розмножуватися кілька разів на рік. Більшість потомства народжується у вологу пору року. Виводок зазвичай містить 2–3 новонароджених, хоча загалом може бути 1–5 дитинчат. Новонароджені досить розвинені з пушком і різцями. Вони можуть смоктати один із чотирьох сосків у паховій області.